# B&T VP9消聲手槍
B&T VP9（英語：Brügger & Thomet VP9）是一款由位於瑞士图恩的槍械（及其附件的）製造商布鲁加&托梅（簡稱：B&T或B+T）公司所設計及生產的栓動彈匣供彈式微声手枪。當中VP的英文全寫為，中文意為「兽医手槍」，即用以為了遏制生病和受傷的動物。該設計基於威爾羅德消聲手槍。發射9×19毫米口徑手枪子彈。

## 設計細節
該設計主要基於第二次世界大战時期，由休·里夫斯少校在相互勤務調查局（Inter-Services Research Bureau；現在的第九局）所設計、特別行動執行處所裝備的威爾羅德消聲手槍，而且在機械結構上幾乎完全相同，唯一的差異在於槍栓可以前後循環以前，需要按下握把式保險裝置（一個不在威爾羅德以上的特徵）；該槍附送布鲁加&托梅所創建的一本手冊，其中包含關於該瞄準的部位的圖表。

## 資料來源
1. ↑  Ferguson, Jonathan. . Armament Research. Armament Research Services.   [15 December 2018]. （原始内容存档于2019-04-27）.
2. ↑  Zimmerman, Mark. . Small Arms Review. Small Arms Review. 19 September 2014  [16 December 2018]. （原始内容存档于2018-12-17）.
3. ↑  McCollum, Ian. . Youtube. Forgotten Weapons. 15 December 2018  [16 December 2018]. （原始内容存档于2019-09-19）.

## 外部連結
- （英文）—Brügger & Thomet官方網站（页面存档备份，存于）
- （英文）—Modern Firearms—B+T VP-9（页面存档备份，存于）